# FŁT-Kraśnik
La Fabryka Łożysk Tocznych - Kraśnik SA è un'azienda polacca di produzione metalmeccanica.
La società è a capitale misto pubblico-privato e ha sede a Kraśnik, vicino a Lublino, nel sud est della Polonia. I prodotti principali della ditta sono i cuscinetti a sfera e i loro componenti (prodotti finiti e semilavorati metallici, kit di riparazione dei cuscinetti a sfera). Esporta in tutto il mondo.

## Storia
La FŁT - Kraśnik SA fu fondata nel 1938 come fabbrica di proiettili da artiglieria (calibro 37 – 155 mm); il sito (chiamato Dąbrowa Bór) era in un bosco tra Kraśnik e Urzędowem e copriva una superficie di 676 ha. I lavoratori specializzati provenivano da fabbriche di Radom, Skarżysko e Varsavia, mentre gli operai erano del posto.
Il primo direttore generale fu Gutkowski affiancato dal direttore tecnico Gokieli.

### La guerra
All'inizio della seconda guerra mondiale, il 2 settembre 1939, l'aeronautica tedesca danneggiò la linea ferroviaria e alcuni stabilimenti; l'occupazione tedesca di Dąbrowa Bór iniziò il 15 settembre. I polacchi riuscirono comunque a spostare quattro gruppi di macchine verso Krzemieniec prima dell'arrivo dei tedeschi.
Durante l'occupazione i macchinari più pregiati vennero portati in Germania; tutto il resto fu usato per la manutenzione dei veicoli militari e la produzione di pezzi per i velivoli Heinkel. Alcune sale servirono da magazzino per il cibo per le truppe mentre altre come campo di concentramento. La liberazione di Dąbrowa avvenne il 27 luglio del 1944.

### I primi cuscinetti a sfera polacchi
Il 15 settembre 1948 l'azienda rinasce con la produzione di cuscinetti a sfera, la prima azienda di questo tipo in Polonia. Una vera città venne costruita per ospitare i dipendenti e le loro famiglie; cinque anni dopo la città prese il nome di Kraśnik Fabryczny. Da allora la produzione di cuscinetti a sfera è sempre cresciuta, insieme alla domanda sia nel mercato interno che all'estero.
Il 2 gennaio 1985 segnò l'inizio della conversione della ditta da azienda di stato ad azienda di proprietà mista pubblica / privata. L'esclusione di alcune controllate dal gruppo fece aumentare l'efficienza e l'efficacia della gestione. La costante modernizzazione dei macchinari e il miglioramento dell'organizzazione del lavoro diede un significativo incremento nella produttività. Oggi 2700 dipendenti producono alla FŁT - Kraśnik S.A. lo stesso numero di cuscinetti a sfera degli anni ottanta quando i dipendenti erano 8500.
Il 12 agosto 2002 FŁT - Kraśnik S.A. ha venduto una ditta recentemente da lei creata, Rolling Elements Workshop - Kraśnik Sp. Z o.o., alla ditta nippoamericana Tsubaki-Hoover.
L'8 dicembre 2005 FŁT - Kraśnik S.A. vende l'impianto di produzione di energia, che serve la fabbrica e la città, alla ditta Praterm.